# Virransaari (ö i Mellersta Finland, Joutsa)
Virransaari är en ö i Finland. Den ligger i sjön Suontee och i kommunen Joutsa i den ekonomiska regionen  Joutsa ekonomiska region  och landskapet Mellersta Finland, i den södra delen av landet, 200 km norr om huvudstaden Helsingfors. Öns area är 1,6 hektar och dess största längd är 230 meter i nord-sydlig riktning.